# ويليام مور (محامي)
ويليام مور (بالإنجليزية: William Moore)‏ هو قاضي ومحامي أمريكي، ولد في 1735 في فيلادلفيا في الولايات المتحدة، وتوفي في 24 يوليو 1793.